# Karl Sadleder (Politiker)
Karl Sadleder (* 5. März 1883 in Linz; † 13. Oktober 1930 ebenda) war ein österreichischer Politiker (Deutsche Freiheits- und Ordnungspartei/Deutschnationale Partei Österreichs), Bürgermeister von Linz und Kaufmann.

## Leben und Karriere
Karl Sadleder wurde am 5. März 1883 in der oberösterreichischen Landeshauptstadt Linz als Sohn eines Kohlenhändlers geboren. In seiner Heimatstadt absolvierte er unter anderem die Handelsakademie und trat in weiterer Folge in das Geschäft seines Vaters ein, das er wiederum im Jahre 1906 als Alleininhaber übernahm. Im Laufe der Jahre kaufte er sich auch bei anderen Unternehmen ein, so unter anderem beim heute noch immer existierenden und im Jahre 1879 gegründeten Linzer Unternehmen Brüder Jessl KG. Ab dem Jahre 1913 wirkte Sadleder als Mitglied der Deutschnationalen Partei Österreichs im Linzer Gemeinderat und leitete während des Ersten Weltkrieges das städtische Lebensmittelamt, das von seinem späteren Vorgänger als Bürgermeister, Franz Dinghofer, eingeführt wurde. Unter ebendiesem agierte er in den Jahren 1915 bis 1918 auch als Vizebürgermeister, ehe von 25. November 1918 bis 11. Juni 1919 selbst als provisorischer Bürgermeister der Stadt Linz fungierte. Außerdem gehörte er von 18. November 1918 bis 15. Mai 1919 der Provisorischen Landesversammlung Oberösterreichs, die nach dem Ende des Ersten Weltkrieges einberufen wurde, an. Als Bürgermeister gehörte Sadleder der Deutschen Freiheits- und Ordnungspartei an.
Nach seiner Amtszeit war er daraufhin von 11. Juni bis 29. Dezember 1919 im Linzer Stadtrat und hinter dem neuen Bürgermeister Josef Dametz von der SDAP erneut bis 1923 Vizebürgermeister (Dritter Bürgermeister) von Linz. Danach gehörte er erneut einige Jahre dem Stadt- und Gemeinderat an. Sadlerder ist es zu verdanken, dass der Übergang von der Monarchie zur Republik in Linz relativ reibungslos vonstattenging. Darüber hinaus war Sadleder Mitglied der Landesparteileitung und der Reichsparteileitung sowie Obmann der Kreisparteileitung der durch Franz Dinghofer initiierten Großdeutschen Volkspartei. Karl Sadleder bekleidete zahlreiche weitere öffentliche Ämter und war unter anderem Geschäftsführer der oberösterreichischen Landeskohlenstelle. Außerdem war er Vizepräsident der Mühlkreisbahn-Gesellschaft (Mühlkreisbahn) und Präsident des Oberösterreichischen Kunstvereins. Im Laufe seines Lebens wurden Sadleder diverse Ehrungen zuteil. Im Jahre 1916 wurde er zum Kammerrat ernannt, 1919 zum Ehrenbürger der Stadt Linz und im Jahre 1923 zum Kommerzialrat.
Am 13. Oktober 1930 starb Sadleder 47-jährig in seiner Heimatstadt Linz; erst vier Jahre zuvor war er aus dem Linzer Gemeinderat geschieden.